# Luggones
Los luggones eran uno de los veintidós populi de los astures citados por el escritor romano Ptolomeo. Habitaban el norte de la península ibérica en el periodo anterior a la conquista romana de Hispania. 
Su distribución poblacional se circunscribía principalmente a la zona central de la actual Asturias. Se han encontrado numerosas inscripciones alusivas a los Luggones en los territorios de las actuales poblaciones  de Lugones (Siero) (toponimia obviamente relacionada con el populus), Argandenes (Piloña), Lugo de Llanera (Llanera), Grases (Villaviciosa) y Gijón, siendo probable que su expansión territorial abarcase desde los Picos de Europa al mar Cantábrico, incluyendo la zona fronteriza con los cántabros y, probablemente, una zona al sur en la provincia de León.